# Marathon van Belgrado 2007
De marathon van Belgrado 2007 vond plaats op zaterdag 21 april 2007 in Belgrado. Het was de twintigste editie van de marathon van Belgrado. Bij de mannen won de Keniaan John Maluni met slechts drie seconden voorsprong op zijn landgenoot Nicholas Chelimo. Hij bouwde deze voorsprong de laatste 100 meter op. De eveneens uit Kenia komende John Kioko maakte het podium compleet met een derde tijd van 2:13.30. Bij de vrouwen werd de wedstrijd gewonnen door de Servische Olivera Jevtić. Zij maakte haar favorietenrol waar. Ondanks dat ze de halve wedstrijd met een enkelblessure had gelopen had ze met 2:35.46 bijna twee minuten voorsprong op haar achtervolgster Oxana Kuzmincheva uit Rusland, die in 2:37.41 over de streep kwam. De wedstrijd werd onder goede omstandigheden gelopen. Het was namelijk 16 graden Celsius.

## Uitslagen

### Mannen
| rang   | naam             | land | tijd    |
| ------ | ---------------- | ---- | ------- |
| Goud   | John Maluni      | KEN  | 2:11.53 |
| Zilver | Nicholas Chelimo | KEN  | 2:11.56 |
| Brons  | John Kioko       | KEN  | 2:13.30 |
| 4      | Andrew Sambu     | TAN  | 2:14.52 |
| 5      | Andrew Silvini   | TAN  | 2:14.56 |
| 6      | Wilson Chepkwony | KEN  | 2:14.59 |
| 7      | Sowa Arkadiusz   | POL  | 2:15.09 |
| 8      | John Cherutich   | KEN  | 2:17.23 |
| 9      | Adam Draczynski  | POL  | 2:17.24 |
| 10     | Nickson Rugut    | KEN  | 2:19.54 |

### Vrouwen
| rang   | naam                 | land | tijd    |
| ------ | -------------------- | ---- | ------- |
| Goud   | Olivera Jevtić       | SRB  | 2:35.46 |
| Zilver | Oxana Kuzmincheva    | RUS  | 2:37.41 |
| Brons  | Yelena Kozhevnikova  | RUS  | 2:38.14 |
| 4      | Delgado Karina Perez | MEX  | 2:40.36 |
| 5      | Lene Duus            | DEN  | 2:48.08 |
| 6      | Verena Samsonova     | RUS  | 2:50.25 |
| 7      | Irina Pankovskaya    | RUS  | 2:59.42 |
| 8      | Linah Chirchir       | KEN  | 3:00.27 |
| 9      | Lidija Mikloš        | MNE  | 3:03.32 |
| 10     | Marija Vrajić        | CRO  | 3:22.50 |

1989 ·
1990 ·
1991 ·
1992 ·
1993 ·
1994 ·
1995 ·
1996 ·
1997 ·
1998 ··
1999 ·
2000 ·
2001 ·
2002 ·
2003 ·
2004 ·
2005 ·
2006 ·
2007 ·
2008 ·
2009 ·
2010 ·
2011 · 
2012 ·
2013 ·
2014 ·
2015 ·
2016 ·
2017 ·
2018 ·
2019 ·
2020